# Рабочеостровск
Рабочеостро́вск (карел. Papinšuari) — посёлок в составе Кемского района Республики Карелия (Россия). Административный центр Рабочеостровского сельского поселения.

## География
Расположен в 12 км к северо-востоку от города Кемь на побережье Белого моря.

## История
Возник в 1888 году благодаря основанию архангельскими купцами Сурковым и Шергольдом лесопильного завода и получил название Попов Остров. Место было выбрано не случайно — бухта у Попова Острова очень удобна для захода судов, которые могут подплывать прямо к берегу. Предполагалось, что люди будут приезжать сюда лишь на сезонные работы, однако рабочие оставались, постепенно образовался посёлок.
В 1914 году в посёлке установлен футшток для наблюдения за уровнем моря, в 1916 году организована гидрометеорологическая станция Кемь-Порт.
В 1918—1924 годах именовался Красный Остров, в 1924—1929 годах — Остров Октябрьской Революции, с 1929 года — современное название.
В 1923 году в посёлке был открыт Кемский пересылочно-распределительный пункт, предназначенный для заключённых, направляемых в Соловецкий лагерь особого назначения. Сохранились здания штрафного изолятора и лагерное кладбище.
Постановлением ВЦИК РСФСР от 10.07.1933 населённый пункт Кемь-пристань-порт и населённые пункты при лесопильном заводе № 40 и новостроящемся лесопильном заводе Ташка-Турка Кемского района Карельской АССР объединили в один населённый пункт, отнеся его к категории рабочих посёлков. Вновь образованному рабочему посёлку присвоено наименование «Рабочеостровск».
Во время Советско-финской войны (1941—1944) в посёлок было эвакуировано оборудование Медвежьегорского деревообрабатывающего завода. Производились лыжи для армии, приклады и ящики для снарядов.
В 1933—1991 годах Рабочеостровск имел статус посёлка городского типа.
В посёлке работают средняя школа, детский дом, амбулатория, дом культуры. На территории находится подворье Соловецкого монастыря, через порт посёлка следуют на Соловецкие острова туристы и паломники. Действуют церковь Троицы Живоначальной и часовня Николая Чудотворца.
В октябре-декабре 2005 года в Рабочеостровске проходили съёмки художественного фильма «Остров», для которого были построены декорации, в том числе церковь, которую соорудили из барака без крыши, надстроив ему купола. В июне 2021 года это строение, ставшее местом притяжения для туристов и паломников, сгорело, что очень огорчило местных жителей.

## Памятники природы
К востоку от посёлка находится государственный ландшафтный заказник «Кузова» — особо охраняемая природная территория.

## Население
| 1939  | 1959  | 1970  | 1979  | 1989  | 2002  | 2009  |
| ----- | ----- | ----- | ----- | ----- | ----- | ----- |
| 4120  | ↘3596 | ↗3618 | ↘3414 | ↘3088 | ↘2570 | ↘2449 |
| 2010  | 2013  |       |       |       |       |       |
| ↘2093 | ↘2000 |       |       |       |       |       |

## Список улиц

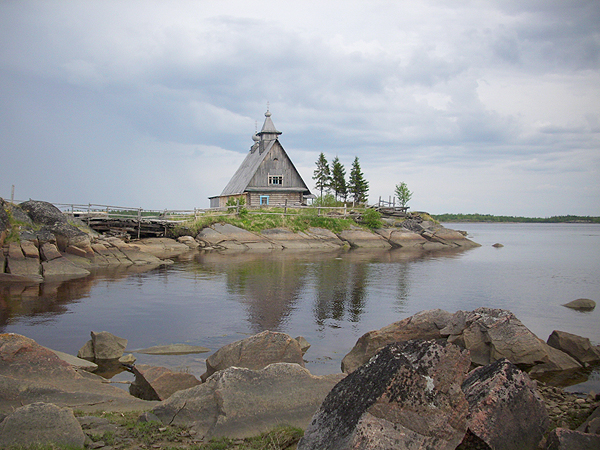
Рабочеостровск. Декорации к фильму «Остров»

- Улица 1 Пятилетка
- Вокзальная улица
- Железнодорожная улица
- Заводская улица
- Кедроручьевая улица
- Комсомольская улица
- Коргоручьевая улица
- Лесная улица
- Молодёжная улица
- Набережная улица
- Новая улица
- Октябрьская улица
- Октябрьский переулок
- Пионерская улица
- Поморская улица
- Портовая улица
- Пролетарская улица
- Ручьёвая улица
- Северная улица
- Советская улица
- Улица Строителей
- Юбилейная улица
- Юбилейный переулок
- Южная улица